# Helen Betty Osborne
Helen Betty Osborne (16 de julio de 1952 - 13 de noviembre de 1971) fue una joven canadiense perteneciente a la etnia cree, de la reserva Norway House, que fue secuestrada mientras caminaba por la calle y asesinada en The Pas, Manitoba, Canadá.

## Vida
Osborne nació en Norway House, Manitoba. Fue la mayor de los varios hijos de Joe y Justine (de soltera, McKay) Osborne. Su ambición era ir a la universidad y convertirse en maestra. Sin embargo, la única manera de lograrlo era continuar su educación fuera de la reserva, ya que esta no disponía de educación secundaria. Pasó dos años en la Guy Hill Residential School, a las afueras de The Pas, Manitoba, un pueblo culturalmente mezclado de eurocanadienses, métis y crees. En otoño de 1971, Helen Osborne se fue a vivir con una familia eurocanadiense, los Benson, en un programa gubernamental en el que se reembolsaba a las familias por acoger a estudiantes nativos. Osborne asistió a la escuela Margaret Barbour Collegiate.
En la noche de su muerte estuvo con sus amigos en el Northern Lite Café y luego en la casa donde se hospedaba, antes de regresar al centro de la ciudad. Alrededor de la medianoche, los amigos de Osborne regresaron a casa; sin embargo se sabe muy poco sobre el paradero o las acciones de Osborne después de ese momento. Caminaba a casa a las 2:30 a. m. aproximadamente cuando fue secuestrada, golpeada brutalmente, violada y asesinada con más de 50 puñaladas. Al día siguiente, Kenny Gurba, un joven de catorce años de edad que estaba buscando huellas de conejo, descubrió su cuerpo desnudo. Él y su padre denunciaron el descubrimiento a la policía.

## Investigación de asesinato
La policía al principio sospechó de su exnovio, Cornelius Bighetty, pero fue liberado tras pasar con éxito una prueba de detector de mentiras. Ella y Cornelius tuvieron una discusión a primera hora de la tarde en el Hotel Cambrian. Durante los primeros días de la investigación, se prestó atención a los amigos de Betty. Desafortunadamente, el registro y preservación inaceptable de pruebas en la Pump House (la escena del crimen) paralizaron seriamente la investigación.
Finalmente, cuatro jóvenes eurocanadienses de The Pas (Dwayne Archie Johnston, James Robert Paul Houghton, Lee Scott Colgan y Norman Bernard Manger) fueron implicados en su muerte; sin embargo, ninguno de ellos fue condenado por el crimen hasta diciembre de 1987, dieciséis años después. Fue en ese momento, en el que el agente Rob Urbanoski se hizo cargo de la investigación y puso un anuncio en el periódico local pidiendo testigos para que se presentasen. Incluso entonces solo Johnston fue condenado, ya que Houghton había sido absuelto, Colgan había recibido inmunidad por testificar en contra de Houghton y Johnston, y Manger nunca fue acusado.
La Comisión Aborigen para la Aplicación de la Justicia llevó a cabo una investigación sobre el extenso período de tiempo necesario para resolver el caso. La Comisión llegó a la conclusión de que los factores más importantes que prolongaron el caso fueron el racismo, el sexismo y la indiferencia.
La Policía Montada del Canadá cerró oficialmente el caso Osborne el 12 de febrero de 1999.

## Consecuencias
Una disculpa formal del gobierno de Manitoba fue emitida al respecto por Gordon Mackintosh, Ministro de Justicia, el 14 de julio del 2000. La disculpa se refería al fracaso del sistema judicial de la provincia en el caso de Osborne. La provincia creó una beca para mujeres aborígenes en nombre de Osborne. La escuela de la ciudad de Norway House lleva el nombre Helen Betty Osborne en su honor.
El pequeño pueblo de The Pas, Manitoba, sigue viéndose afectado por este suceso. Ha habido un movimiento de la comunidad aborigen para avanzar en la construcción de comunidades más sanas y esto está teniendo un impacto positivo en la ciudad y la comunidad circundante. 
El 26 de marzo de 2008, la familia Osborne volvió a llorar cuando su hermano fue encontrado muerto en su apartamento en el centro de Winnipeg. Fue el sexto homicidio en Winnipeg en 2008.